# L'Héritage de la haine
 (juin 2025).
Si vous disposez d'ouvrages ou d'articles de référence ou si vous connaissez des sites web de qualité traitant du thème abordé ici, merci de compléter l'article en donnant les références utiles à sa vérifiabilité et en les liant à la section « Notes et références ».
Pour plus de détails, voir Fiche technique et Distribution.
L'Héritage de la haine ou Le couloir de la mort au Québec (The Chamber) est un film américain réalisé par James Foley et sorti en 1996. Il s'agit d'une adaptation du roman Le Couloir de la Mort de John Grisham. Le film met en vedette Gene Hackman et Chris O'Donnell.

## Synopsis
Ayant réchappé à la haine et au fanatisme raciste, seul héritage de son grand-père Sam Cayhall (Hackman) membre du Ku Klux Klan, le jeune avocat Adam Hall (O'Donnell) cherche à obtenir l'annulation de la condamnation à mort du vieil homme, pour l'assassinat de deux enfants juifs 30 ans auparavant. 28 jours avant la date prévue pour l'exécution de Cayhall, Adam rencontre son grand-père pour la première fois dans le pénitencier de l'État du Mississippi où il est détenu depuis sa condamnation en 1980. La réunion est tendue entre le jeune avocat, instruit et idéaliste, et son aîné, froid et sans remords. Le lendemain, la presse proclame à gros titres qu'Adam est venu dans l'État pour sauver son grand-père, le tristement célèbre plastiqueur du Ku Klux Klan.
Bien que la vie du vieil homme soit en jeu, les motivations profondes d'Adam se font jour : il ne se bat pas seulement pour son grand-père, mais aussi peut-être avec lui-même. Il est venu pour guérir les blessures laissées par le suicide de son propre père, atténuer la honte secrète qu'il a toujours eu d'avoir cet homme comme grand-père, et mettre un terme à la souffrance que le vieillard semble avoir infligée à tous ceux qu'il a connus. Finalement, ce dernier exprimer finalement des remords et réaliser le gâchis de sa vie haineuse. D'autres participants à l'explosion sont révélés, mais il est le seul qui l'ait déclenchée.

## Fiche technique
Sauf indication contraire, les informations mentionnées dans cette section peuvent être confirmées par les bases de données cinématographiques IMDb et Allociné,  présentes dans la section « Liens externes ».
- Titre français : L'Héritage de la haine
- Titre québécois : Le couloir de la mort
- Titre original : The Chamber
- Réalisation : James Foley
- Scénario : William Goldman et Phil Alden Robinson (sous un pseudonyme), d'après le roman Le Couloir de la mort de John Grisham
- Musique : Carter Burwell
- Photographie : Ian Baker
- Montage : Mark Warner
- Direction artistique : Mark Worthington
- Costumes : Tracy Tynan
- Production : John Davis, Brian Grazer et Ron Howard
- Sociétés de production : Imagine Entertainment et David Entertainment
- Sociétés de distribution : Universal Pictures (États-Unis), United International Pictures (France)
- Budget : 40 millions de dollars[1]
- Pays de production :  États-Unis
- Langue originale : anglais
- Genre : drame
- Durée : 113 minutes
- Dates de sortie[2] :
  - États-Unis : 2 octobre 1996 (Beverly Hills)
  - États-Unis : 11 octobre 1996
  - France : 13 août 1997

## Distribution
- Chris O'Donnell (VF : Bernard Gabay) : Adam Hall
- Gene Hackman (VF : Benoît Allemane) : Sam Cayhall
- Faye Dunaway (VF : Évelyn Séléna) : Lee Cayhall Bowen
- Lela Rochon (VF : Dominique Vallée) : Nora Stark
- Robert Prosky (VF : Georges Berthomieu) : E. Garner Goodman
- Raymond Barry (VF : Patrick Floersheim) : Rollie Wedge / Donnie Cayhall
- Bo Jackson (VF : Régis Ivanov) : le sergent Clyde Packer
- David Marshall Grant (VF : Hervé Jolly) : le gouverneur David McAllister
- Nicholas Pryor (VF : Michel Ruhl) : le juge Flynn F. Slattery
- Harve Presnell (VF : Jean-Claude Balard) : le procureur général Roxburgh
- Richard Bradford (VF : Michel Barbey) : Wyn Lettner
- Gregory Goossen : J. B. Gullitt
- Seth Isler (VF : Julien Thomast) : Marvin B. Kramer
- Millie Perkins (VF : Monique Nevers) : Ruth Kramer
- Sid Johnson (VF : Brigitte Lecordier) : Josh Kramer
- Blake Johnson (VF : Brigitte Lecordier) : John Kramer
- Josef Sommer (VF : René Morard) : Phelps Bowen
- Bonita Allen (VF : Maryse Meryl) : Baker Cooley
- Jane Kaczmarek (VF : Catherine Privat) : Dr Anne Biddows
- Thom Gossom Jr. (VF : Christian Pelissier) : Bink
- Ruby Wilson (VF : Thamila Mesbah) : Jesse, la gouvernante des Bowen

Source VF[réf. nécessaire]

## Production
Ron Howard devait réaliser le film, mais abandonne le projet afin de réaliser La Rançon (Ransom, 1996). Il demeure néanmoins l'un des producteurs de L'Héritage de la haine[réf. nécessaire].
Des scènes sont tournées dans la chambre à gaz du pénitencier de Parchman[réf. nécessaire].

## Accueil
John Grisham qualifie le film à sa sortie de « désastre », et il ajoute : « Il n'aurait pas pu être traité plus mal par les personnes concernées, y compris moi. J'ai fait une erreur fondamentale quand j'ai vendu les droits du film avant d'avoir fini d'écrire le livre. C'était un film horrible. Gene Hackman est la seule bonne chose du film. »[réf. nécessaire]